# Izoméria

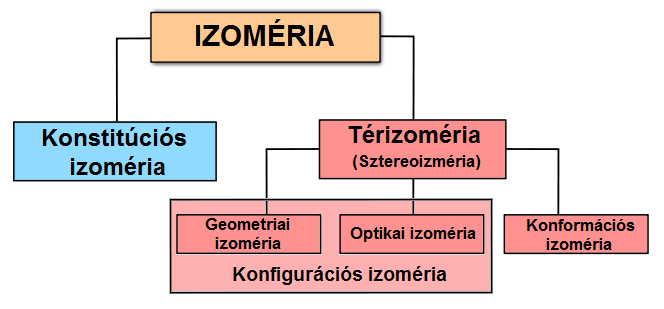
Az izoméria típusai

Izomériának (gör. 'ίσος' – egyenlő, 'μέρος' – rész) nevezik az azonos összegképletű, de eltérő szerkezetű molekulák között fennálló viszonyt. Az izoméria kiemelten jellemző a szerves vegyületek körében, de számos komplex vegyület esetében is fellép. Az izomer vegyületek kémiai, fizikai, biológiai tulajdonságai rendkívül változatosak lehetnek, ezért célszerű az izoméria típusainak megkülönböztetése.

## Konstitúciós izoméria
| Az izoméria típusa | Példák       | Példák |
| ------------------ | ------------ | ------ |
| funkciós izoméria  |              |        |
| etil-alkohol       | dimetil-éter |        |
| láncizoméria       |              |        |
| n-butanol          | izobutanol   |        |
| helyzetizoméria    |              |        |
| propanol           | izopropanol  |        |
| vegyértékizoméria  |              |        |
| benzol             | benzvalén    |        |

Konstitúciós izomerek (szerkezeti-, vagy struktúrizomerek) azok a vegyületek, amelyekben az azonos összegképlet mellett az alkotó atomok kapcsolódási sorrendje (konstitúciója) eltér. A konstitúciós izomerek gyakran különböző funkciós csoportokat tartalmaznak, ezáltal teljesen eltérő molekulák, vagyis jellemző kémiai (pl. reakciókészség), illetve fizikai (pl. olvadáspont, forráspont, oldhatóság) tulajdonságaik nem mutatnak hasonlóságot egymással, saját homológ soruk elemeivel állnak rokonságban.
A konstitúciós izoméria további altípusokra osztható a következők szerint:
- funkciós izoméria (pl. etil-alkohol és dimetil-éter)
- láncizoméria (pl. n-butanol és izobutanol)
- helyzetizoméria (pl. propanol és izopropanol)
- vegyértékizoméria (pl. propadién, propin)

### Tautoméria
A tautoméria (gör. 'ταυτόσ' – azonos, 'μέρος' – rész) a konstitúciós izoméria egy típusa, a tautomer vegyületek egymástól egy mozgékony proton (hidrogénatom), illetve a molekulában található kettős kötések helyzetében különböznek. Elkülönítésük egymástól nem mindig lehetséges, ugyanis a két tautomer forma egymással dinamikus egyensúlyban található, az egyensúly azonban jellemzően valamelyik irányban erősen el van tolódva.

## Sztereoizoméria (térizoméria)
A sztereoizoméria (másképpen térizoméria) az izomériának az a típusa, amelyben az azonos konstitúcióval rendelkező molekulák atomjai az egymáshoz viszonyított térbeli helyzetükben különböznek.
- Konfigurációs izomereknek nevezik azokat a vegyületeket, ahol egyetlen atom, illetve egy gátolt rotációjú kötés körüli viszonylagos térbeli elrendeződés okozza az izomériát. A konfigurációs izoméria két további altípusa
  - a geometriai, illetve
  - az optikai izoméria.
- Konformációs izomerek azok a vegyületek, ahol egy szabadon forgó egyszeres kötés körül változik a molekula alkotórészeinek viszonylagos helyzete. Az egyszeres kötés rotációjának alacsony energiagátja miatt ezek az izomerek rendszerint szobahőmérsékleten is gyorsan egymásba alakulnak, ezért elválasztásuk nem lehetséges.

### A térizoméria további felosztása

Enantiomer aminosav molekulák

A sztereoizomer vegyületek azonos konstitúció mellett is igen nagy számú különböző molekulát alkothatnak, ezért szükséges a molekulák egymáshoz képesti rendszerezése is.
- Enantiomereknek nevezik az egymással tükörképi viszonyban álló, egymással fedésbe nem hozható molekulákat.
Egy vegyületnek csak egyetlen enantiomer párja létezik, és az enantiomerek minden kémiai és fizikai tulajdonságukban megegyeznek, akirális körülmények között teljesen azonosan viselkednek. Megkülönböztetésük királis körülmények (enzimhatás, cirkulárisan polarizált fény) között lehetséges, elválasztásukra is ezen technikák alkalmasak.
Királis szénatomnak (aszimmetriacentrumnak) nevezik azt a szénatomot, amelyhez négy különböző ligandum kapcsolódik, ekkor ugyanis a szénatom körül a ligandumoknak két különböző elrendeződése lehetséges, mely két sztereoizomer vegyület enantiomer párt alkot.
Amennyiben egy vegyület több kiralitáscentrumot is tartalmaz, valamennyi centrum tovább kétszerezi a lehetséges izomerek számát (az n kiralitáscentrumot tartalmazó molekulának 2n sztereoizomere létezik), a sztereoizomerek közül csak azok alkotnak enantiomer párt, amelyek minden kiralitáscentrum körül eltérő konfigurációban tartalmazzák a ligandumokat.

| Diasztereomer szénhidrátok | Diasztereomer szénhidrátok |
| -------------------------- | -------------------------- |
|                            |                            |
| d-treóz                    | d-eritróz                  |

- Diasztereomereknek nevezik az egymással nem-tükörképi viszonyban álló, egymással fedésbe nem hozható molekulákat.
Egy vegyületnek több diasztereomere is lehetséges, s mivel ezek a vegyületek nem tükörképi párjai egymásnak, bennük az alkotórészek egymáshoz viszonyított szögei, távolságai nem egyeznek meg, ennélfogva fizikai és kémiai tulajdonságaik is kisebb-nagyobb mértékben eltérnek egymástól. Elválasztásuk akár az oldhatóság, olvadáspont vagy bármely más fizikai tulajdonság különbségének kihasználásával lehetséges.
Diasztereomerek a geometriai izomerek, melyek egy kettős kötés körüli konfigurációban térnek el egymástól; illetve azok a királis molekulák is, amelyek több kiralitáscentrumot tartalmaznak, azonban nem minden centrum konfigurációja különbözik.
  - Epimerek azok a diasztereomerek, amelyek csak egyetlen kiralitáscentrum konfigurációjában különböznek.
(Megjegyzés: Az „epimer” kifejezést ezért praktikusan a háromnál több kiralitáscentrumot tartalmazó molekulák esetében használjuk.)
  - Az anomerek is epimerek, ez a kifejezés a cukrok gyűrűs formái esetén használatos, az anomer vegyületek a glikozidos hidroxilcsoport helyzetében térnek el egymástól.

## Az izoméria jelentősége
Az izoméria, különösen a térizoméria nem mindig jelent nagy különbséget a molekulák szerkezetében, mégis megkerülhetetlen része a szerves kémia tárgyalásának. A kiralitásból adódó legapróbb különbségek is fontossá válhatnak, mint ahogy a természetben is alapvető szerepe van a kiralitásnak: az enzim–szubsztrát viszonyt úgy szokás leírni, mint a zár és a kulcs kapcsolatát, s mint ahogy akármelyik kulcs nem nyitja a zárat, illetve a jobbkezes kesztyű sem illik a bal kézre, úgy az enzimek is csak a megfelelő térszerkezetű molekulákon képesek kifejteni a hatásukat.
A természetben a szénhidrátok (cukrok), illetve a fehérjék felépítésében részt vevő aminosavak szisztematikusan csak egyféle sztereoizomer alakjában fordulnak elő, s a sejtek nem is tudják hasznosítani a természetes vegyületek tükörképi párjait. Van olyan cukor, amelynek természetes formája édes, sztereoizomerei azonban íztelenek, vagy egyenesen keserűek; számos bonyolult szerves vegyület megfelelő térszerkezetű formája vitaminhatást fejt ki, azonban sztereoizomereik hatástalanok.
Így tehát például a gyógyszerek vagy bármilyen más anyag laboratóriumi előállításánál szükséges azoknak az eljárásoknak a feltárása és alkalmazása, amelyekkel szelektíven a keresett biológiailag aktív sztereoizomer forma állítható elő, hiszen ilyen eljárások hiányában a gyógyszermolekulát enantiomerjével párhuzamosan előállítva mindössze fele hatékonyságú szerek kaphatók.